# Bosveldkers
De bosveldkers (Cardamine flexuosa) is een eenjarige of soms tweejarige of overblijvende plant, die behoort tot de kruisbloemenfamilie (Cruciferae of Brassicaceae). Het is een plant van natte, voedselrijke grond, die voorkomt in loofbossen en langs sloten en beken. De plant komt van nature voor in Eurazië en Noord-Amerika.
De plant wordt 5-40 cm hoog en vormt een bladrozet. Aan de basis is de plant dicht, afstaand behaard. De stengel heeft vier tot tien oneven geveerde bladeren met meestal drie tot zes paar 0,3-2 cm lange, gesteelde blaadjes. De blaadjes zijn aan de bovenzijde verspreid behaard. De onderste blaadjes zijn breed-eirond tot rondachtig, terwijl de bovenste smaller van vorm zijn.
De bosveldkers bloeit van april tot augustus met witte, 2,5-4 mm grote bloemen. De bloeiwijze is een tros met zes tot vijfentwintig bloemen. De 1,3-2,5 mm lange, elliptische kelkblaadjes zijn groenachtig met een vliezige rand. De spatelvormige kroonbladen zijn 2,5-4 mm lang. De meeste bloemen hebben zes meeldraden.
De vrucht is een 1,4-2,5 cm lange en 1 tot 1,7 mm brede, rechtopstaande hauw.

## Namen in andere talen
- Duits: Wald-Schaumkraut
- Engels: Woodland Bittercress, Wavy Bitter-cress
- Frans: Cardamine des bois